# ایپانپیلای آجیایاگوش
ایپانپیلای آجیایاگوش (انگلیسی: Ayyappanpillai Ajayaghosh؛ زادهٔ ۳۰ ژوئیهٔ ۱۹۶۲) دانشمند در زمینه شیمی الی اهل هند است.